# مایکل مک‌دونالد
مایکل مک‌دونالد (انگلیسی: Michael McDonald؛ ۱۵ ژانویهٔ ۱۹۹۱) ورزشکار هنرهای رزمی ترکیبی اهل ایالات متحده آمریکا است.